# Caio Ribeiro Decoussau
Caio Ribeiro Decoussau, conocido simplemente como Caio, (São Paulo, 16 de agosto de 1975) es un exfutbolista brasileño, atacante entre otros clubes del São Paulo, Santos, Flamengo y Botafogo. 

## Carrera
Caio se formó en los equipos inferiores del Sao Paulo FC, logrando su fama al formar parte del glorioso equipo de Telê Santana que ganó el bicecampeonato de la Copa Libertadores de América y de la Intercontinental, y también, la Copa Conmebol 1994.
En 1995 fue transferido a Europa pero no logró consagrarse como titular, por lo que volvió a Brasil, específicamente al Santos FC.
Sin embargo no fue hasta 1998 cuando logró nuevamente a destacarse junto al Flamengo, en donde por lo general entraba en los segundos tiempos y marcaba muchos goles, logrando ganarse a la torcida rojinegra. Su problema surgía cuando entraba de titular, donde su rendimiento bajaba considerablemente.
Luego pasó nuevamente al Santos, para luego recaer en el tricolor (Fluminense FC) donde fue parte de la recuperación futbolística del club, que por ese entonces acababa de retornar a la primera división brasileña. Luego de eso viajó a Alemania para incorporarse al Rot-Weiss Oberhausen, luego de un breve paso por el Gremio.
En 2004 llegó al Botafogo, donde aportó en su primer año a que este no perdiera la categoría, y en el siguiente año a que alcanzara la clasificación a la Libertadores.
En Botafogo no fue la excepción, y nuevamente tuvo que conformarse con empezar en el banco de suplentes. En ninguno de los clubes por donde pasó terminó por afirmarse como titular indiscutido, a pesar de su indudable clasificación como jugador habilidoso. Finalmente terminó por alejarse de las canchas a los 30 años de edad, dedicándose al modelaje.

## Clubes
| Club                 | País     | Año       |
| -------------------- | -------- | --------- |
| Sao Paulo            | Brasil   | 1994−1995 |
| Inter de Milán       | Italia   | 1995−1996 |
| SSC Napoli           | Italia   | 1996−1997 |
| Santos               | Brasil   | 1997      |
| Flamengo             | Brasil   | 1998-1999 |
| Santos               | Brasil   | 2000      |
| Fluminense FC        | Brasil   | 2001      |
| Flamengo             | Brasil   | 2002      |
| Gremio               | Brasil   | 2003      |
| Rot-Weiss Oberhausen | Alemania | 2003-2004 |
| Botafogo             | Brasil   | 2004-2005 |

## Palmarés

### Torneos regionales
| Título               | Club     | País                       | Año  |
| -------------------- | -------- | -------------------------- | ---- |
| Torneo Río-São Paulo | Santos   | Río de Janeiro / São Paulo | 1997 |
| Copa Guanabara       | Flamengo | Río de Janeiro             | 1999 |
| Campeonato Carioca   | Flamengo | Río de Janeiro             | 1999 |

### Torneos internacionales
| Título                 | Club      | Sede       | Año  |
| ---------------------- | --------- | ---------- | ---- |
| Supercopa Sudamericana | São Paulo | São Paulo  | 1993 |
| Recopa Sudamericana    | São Paulo | Kōbe       | 1994 |
| Copa Conmebol          | São Paulo | Montevideo | 1994 |
| Copa Mercosur          | Flamengo  | São Paulo  | 1999 |

### Distinciones individuales
- Balón de oro en la Copa Mundial de Fútbol Sub-20 de 1995.[2]